# Ptilodexia discolor
Ptilodexia discolor là một loài ruồi trong họ Tachinidae.